# Semuntul
Semuntul is een bestuurslaag in het regentschap Banyuasin van de provincie Zuid-Sumatra, Indonesië. Semuntul telt 2391 inwoners (volkstelling 2010).